# Amalrik VI van Montfort
Amalrik VI van Montfort ook gekend onder de naam Amaury VI (circa 1195 - Otranto, april 1241) was van 1218 tot 1223 heer en van 1223 tot aan zijn dood graaf van Montfort. Eveneens was hij van 1218 tot 1224 burggraaf van Carcassonne, Béziers en Albi alsook titulair graaf van Toulouse en titulair hertog van Narbonne. Vanaf 1230 droeg hij ook de titel van connétable van Frankrijk.

## Levensloop
Amalrik VI was de zoon van heer Simon IV van Montfort en diens echtgenote Alix van Montmorency.
Samen met zijn vader nam hij deel aan de Albigenzische Kruistochten. In augustus 1216 vocht hij mee bij de Slag bij Beaucaire, waar de kruisvaarders een eerste grote nederlaag tegen graaf Raymond VI van Toulouse leden. In juni 1218 was hij dan weer betrokken bij het succesvolle beleg van Toulouse, waarbij zijn vader dodelijk werd getroffen door een steen afkomstig van een katapult. Als oudste zoon nam Amalrik VI de aanvoering van de kruisvaarders over, maar hij bleek niet in staat om de steeds sterker wordende weerstand van de vorsten in de Languedoc tegen te houden.
Gesteund door de latere koning Lodewijk VIII van Frankrijk richtte Amalrik in juni 1219 een slachtpartij aan onder de bevolking van de stad Marmande. Kort daarna begon het tij echter te keren voor de kruisvaarders. In het voorjaar 1219 verloor Amalrik namelijk een grote troepenmacht in de Slag bij Baziège en in 1221 verloor hij de stad Castelnaudary aan de graven van Foix. In januari 1224 slaagde graaf Raymond VII van Toulouse erin om het burggraafschap Carcassonne te veroveren, waarmee de in ballingschap levende erfgenaam Raymond II Trencavel terug zijn intrek kon nemen in de stad. Vervolgens beëindigde Amalrik met de steun van paus Honorius III de kruistocht, waarna hij op 14 januari 1224 een wapenstilstand ondertekende en terugkeerde naar zijn Noord-Franse landerijen.
In november 1225 riep koning Lodewijk VIII van Frankrijk in Bourges een concilie van Franse prelaten bijeen, waar hij een oproep deed tot een nieuwe kruistocht in de Languedoc. De koning besloot de kruistocht persoonlijk te leiden en alle veroveringen in de Languedoc zouden naar de Franse kroon gaan. Hierdoor moest Amalrik zijn rechten op het burggraafschap Carcassonne en het graafschap Toulouse opgeven ten voordele van de Franse kroon. Amalrik nam ook aan deze kruistocht deel en was betrokken bij het beleg van Avignon, dat in augustus 1226 viel. De volgende jaren slaagden de kruisvaarders erin om achtereenvolgens de steden Carcassonne, Narbonne en Montpellier te veroveren, alleen lukte het niet om de sterke stad Toulouse te onderwerpen.
Op 25 december 1230 werd Amalrik in Melun tot connétable van Frankrijk benoemd, een ambt waarin hij zijn oom langs moederkant Mathieu II van Montmorency opvolgde. Tegelijkertijd moest hij van de Franse kroon enkele aanspraken op de Engelse bezittingen van zijn familie laten vallen ten voordele van zijn broer Simon V. Dit had koning Lodewijk IX van Frankrijk aan alle Franse edelen opgelegd die bezittingen in Engeland hadden, omdat hij van mening was dat deze edelen slechts een koning konden dienen. Op die manier wilde Lodewijk ook de Engelse belangen in Frankrijk verminderen.
In 1239 nam Amalrik deel aan de kruistocht van koning Theobald I van Navarra in het Heilige Land. Deze kruistocht genoot de steun van koning Lodewijk IX van Frankrijk, die de kruistocht financierde en Amalrik de aanvoering van de Franse troepen toevertrouwde. De kruistocht was echter weinig succesvol: zo leden de kruisvaarders in november 1239 een nederlaag in de Slag bij Gaza, waarbij Amalrik werd gevangengenomen. Hij belandde in een kerker in Caïro en in 1240/1241 werd Amalrik na bemiddeling van Richard van Cornwall vrijgelaten.
Op de terugreis naar Frankrijk stierf Amalrik in april 1241, waarna hij werd bijgezet in de Sint-Pietersbasiliek in Rome.

## Huwelijk en nakomelingen
In 1214 huwde Amalrik VI met Beatrix (overleden in 1241), dochter van dauphin Guigo VI van Viennois. Ze kregen volgende kinderen:
- Jan I (overleden in 1249), graaf van Montfort
- Margaretha (overleden in 1284), huwde met graaf Jan III van Soissons
- Laura (overleden in 1270), huwde in 1256 met graaf Ferdinand II van Aumale en in 1267 met heer van Livry Hendrik van Grandpré
- Adelheid (overleden in 1279), huwde met heer van Nesle en Ailly Simon II van Clermont
- Perenella (overleden in 1275), abdis van Port-Royal des Champs

## Voorouders
| Voorouders van Amalrik VI van Montfort (1195-1241) | Voorouders van Amalrik VI van Montfort (1195-1241)                    | Voorouders van Amalrik VI van Montfort (1195-1241)                    | Voorouders van Amalrik VI van Montfort (1195-1241)                    | Voorouders van Amalrik VI van Montfort (1195-1241)                    | Voorouders van Amalrik VI van Montfort (1195-1241)                        | Voorouders van Amalrik VI van Montfort (1195-1241)                        | Voorouders van Amalrik VI van Montfort (1195-1241)                        | Voorouders van Amalrik VI van Montfort (1195-1241)                        |
| -------------------------------------------------- | --------------------------------------------------------------------- | --------------------------------------------------------------------- | --------------------------------------------------------------------- | --------------------------------------------------------------------- | ------------------------------------------------------------------------- | ------------------------------------------------------------------------- | ------------------------------------------------------------------------- | ------------------------------------------------------------------------- |
| Overgrootouders                                    | Simon III van Montfort (-1181) ∞ Mathilde (-)                         | Simon III van Montfort (-1181) ∞ Mathilde (-)                         | Robert de Beaumont (-1190) ∞ Petronilla de Grandmesnil (1145-1212)    | Robert de Beaumont (-1190) ∞ Petronilla de Grandmesnil (1145-1212)    | Mathieu I de Montmorency (1100-1160) ∞ Alice FitzRoy (-1141)              | Mathieu I de Montmorency (1100-1160) ∞ Alice FitzRoy (-1141)              | Boudewijn IV van Henegouwen (1110-1171) ∞ Aleidis van Namen (-)           | Boudewijn IV van Henegouwen (1110-1171) ∞ Aleidis van Namen (-)           |
| Grootouders                                        | Simon van Montfort (-1188) ∞ IAmicia de Beaumont (-1215)              | Simon van Montfort (-1188) ∞ IAmicia de Beaumont (-1215)              | Simon van Montfort (-1188) ∞ IAmicia de Beaumont (-1215)              | Simon van Montfort (-1188) ∞ IAmicia de Beaumont (-1215)              | Bouchard III de Montmorency (1198-1245) ∞ Laurette van Henegouwen (-1181) | Bouchard III de Montmorency (1198-1245) ∞ Laurette van Henegouwen (-1181) | Bouchard III de Montmorency (1198-1245) ∞ Laurette van Henegouwen (-1181) | Bouchard III de Montmorency (1198-1245) ∞ Laurette van Henegouwen (-1181) |
| Ouders                                             | Simon IV van Montfort (1169-1218) ∞ 1 Alix of Montmorency (1223-1291) | Simon IV van Montfort (1169-1218) ∞ 1 Alix of Montmorency (1223-1291) | Simon IV van Montfort (1169-1218) ∞ 1 Alix of Montmorency (1223-1291) | Simon IV van Montfort (1169-1218) ∞ 1 Alix of Montmorency (1223-1291) | Simon IV van Montfort (1169-1218) ∞ 1 Alix of Montmorency (1223-1291)     | Simon IV van Montfort (1169-1218) ∞ 1 Alix of Montmorency (1223-1291)     | Simon IV van Montfort (1169-1218) ∞ 1 Alix of Montmorency (1223-1291)     | Simon IV van Montfort (1169-1218) ∞ 1 Alix of Montmorency (1223-1291)     |